# Giro de Lombardia de 2013
A 107.ª edição do Giro de Lombardia, disputou-se no domingo 6 de outubro de 2013. Foi a penúltima carreira do UCI World Tour de 2013 e desenvolveu-se num percurso de 242 km entre Bérgamo e Lecco, 9 quilómetros menos que a edição anterior.
Ao igual que no ano anterior a chuva os acompanhou durante grande parte do percurso. As duras condições fizeram que 140 corredores não chegassem ao final, entre eles ciclistas com aspirações de figurar nos primeiros lugares  como Vincenzo Nibali, Michele Scarponi e Andy Schleck. A carreira definiu-se (ao igual que em 2012), na última subida a Villa Vergano e a falta de 10 km, quando Joaquim Rodríguez atacou a um já mermado grupo ponteiro e se marchou em solitário até à meta em Lecco para ganhar pela segunda vez consecutiva o último monumento do ano. Por trás dele chegaram Alejandro Valverde a 17 segundos e Rafał Majka a 23.

## Equipas participantes
Participaram 25 equipas: os 19 de categoria UCI Pro Team (ao ser obrigada a sua participação); mais 6 de categoria Profissional Continental mediante convite da organização. Androni Giocattoli-Venezuela, Colombia, Team Europcar, IAM Cycling, NetApp-Endura e MTN Qhubeka. As equipas convidadas foram anunciados a 8 de janeiro e entre eles estava a Vini Fantini-Selle Italia, equipa que renunciou a participar e seu lugar o ocupou o sul-africano MTN Qhubeka. Formaram assim um pelotão de 194 corredores, com 8 ciclistas a cada equipa, excepto a Euskaltel Euskadi e Argos-Shimano que saíram com 7 e o Sky Procycling e Omega Pharma-Quick Step com 6, dos que finalizaram 53.
| Equipes ProTeam (19)- AG2R La Mondiale - Argos-Shimano - Astana - Belkin - BMC Racing Team - Cannondale Pro Cycling - Euskaltel-Euskadi - FDJ.fr - Garmin Sharp - Katusha - Lampre-Merida - Lotto-Belisol - Movistar Team - Omega Pharma-Quick Step - Orica-GreenEDGE - RadioShack-Leopard - Saxo-Tinkoff - Sky - Vacansoleil-DCM Equipes profissionais Continentais (6)- Androni Giocattoli-Venezuela - Colombia - Team Europcar - IAM Cycling - MTN-Qhubeka - NetApp-Endura |
| |

## Classificação final
As classificações finalizaram da seguinte forma:
| \| Classificação geral \| Classificação geral \| Classificação geral \| Classificação geral \| Classificação geral \| \| Ciclista \| Ciclista \| Equipe \| Tempo \| \| \| ------------------- \| ------------------- \| ---------------------------- \| ------------------- \| ------------------- \| \| 1. \| Joaquim Rodríguez \| Katusha \| 6h10m18s \| \| \| 2. \| Alejandro Valverde \| Movistar Team \| + 17s \| \| \| 3. \| Rafał Majka \| Saxo-Tinkoff \| + 23s \| \| \| 4. \| Daniel Martin \| Garmin-Sharp \| + 45s \| \| \| 5. \| Enrico Gasparotto \| Astana \| + 45s \| \| \| 6. \| Daniel Moreno \| Katusha \| + 55s \| \| \| 7. \| Pieter Serry \| Omega Pharma-Quick Step \| + 55s \| \| \| 8. \| Franco Pellizotti \| Androni Giocattoli-Venezuela \| + 55s \| \| \| 9. \| Ivan Santaromita \| BMC Racing Team \| + 55s \| \| \| 10. \| Robert Gesink \| Belkin \| + 55s \| \| \| 11. \| Ivan Basso \| Cannondale \| + 55s \| \| \| 12. \| Thibaut Pinot \| FDJ.fr \| + 55s \| \| \| 13. \| Juan Antonio Flecha \| Vacansoleil-DCM \| + 55s \| \| \| 14. \| Ben Hermans \| RadioShack-Leopard \| + 55s \| \| \| 15. \| Domenico Pozzovivo \| AG2R La Mondiale \| + 55s \| \| \| 16. \| Nairo Quintana \| Movistar Team \| + 55s \| \| \| 17. \| Cyril Gautier \| Team Europcar \| + 1m07s \| \| \| 18. \| Tom Dumoulin \| Argos-Shimano \| + 1m07s \| \| \| 19. \| Greg Van Avermaet \| BMC Racing Team \| + 1m07s \| \| \| 20. \| Philippe Gilbert \| BMC Racing Team \| + 1m07s \| \| |                     |                              |          |
| |                     |                              |          |
| Fonte: ProCyclingStats |                     |                              |          |
| Classificação geral |                     |                              |          |
| Ciclista | Ciclista            | Equipe                       | Tempo    |
| 1. | Joaquim Rodríguez   | Katusha                      | 6h10m18s |
| 2. | Alejandro Valverde  | Movistar Team                | + 17s    |
| 3. | Rafał Majka         | Saxo-Tinkoff                 | + 23s    |
| 4. | Daniel Martin       | Garmin-Sharp                 | + 45s    |
| 5. | Enrico Gasparotto   | Astana                       | + 45s    |
| 6. | Daniel Moreno       | Katusha                      | + 55s    |
| 7. | Pieter Serry        | Omega Pharma-Quick Step      | + 55s    |
| 8. | Franco Pellizotti   | Androni Giocattoli-Venezuela | + 55s    |
| 9. | Ivan Santaromita    | BMC Racing Team              | + 55s    |
| 10. | Robert Gesink       | Belkin                       | + 55s    |
| 11. | Ivan Basso          | Cannondale                   | + 55s    |
| 12. | Thibaut Pinot       | FDJ.fr                       | + 55s    |
| 13. | Juan Antonio Flecha | Vacansoleil-DCM              | + 55s    |
| 14. | Ben Hermans         | RadioShack-Leopard           | + 55s    |
| 15. | Domenico Pozzovivo  | AG2R La Mondiale             | + 55s    |
| 16. | Nairo Quintana      | Movistar Team                | + 55s    |
| 17. | Cyril Gautier       | Team Europcar                | + 1m07s  |
| 18. | Tom Dumoulin        | Argos-Shimano                | + 1m07s  |
| 19. | Greg Van Avermaet   | BMC Racing Team              | + 1m07s  |
| 20. | Philippe Gilbert    | BMC Racing Team              | + 1m07s  |